# Генрі Берд
Генрі Едвард Берд (англ. Henry Edward Bird; 14 липня 1830, Портсі, Гемпшир — 11 квітня 1908, Лондон) — один з найсильніших англійських шахістів 2-ї половини XIX століття; шаховий теоретик та письменник.

## Шахова кар'єра
У віці 21 року його запросили на перший для нього турнір — Лондонський турнір 1851. Також він виступав на турнірах у Відні та Нью-Джерсі. 1858 року програв матч Полу Морфі.
1874 року Берд представив новий варіант шахів, на дошці 8 × 10, який містив дві нові фігури, комбінацію тури та коня і комбінацію слона та коня. Шахи Берда надихнули Капабланку на створення іншого варіанту шахів, шахів Капабланки, які відрізнялися від шахів Берда лише початковою позицією.